# Seznam chráněných území v okrese Bytča
Toto je seznam chráněných území v okrese Bytča aktuální k roku 2015, ve kterém jsou uvedena chráněná území v oblasti okresu Bytča.
| Kód  | Obrázek        | Typ | Název           | Rozloha (ha) | Galerie Commons                                 | Popis území | Souřadnice                       |
| ---- | -------------- | --- | --------------- | ------------ | ----------------------------------------------- | ----------- | -------------------------------- |
| 437  | Súľovské skály | NPR | Súľovské skály  | 543,23       | Kategorie „Súľovské skaly“ na Wikimedia Commons |             | 49°9′26″ s. š., 18°34′ v. d.     |
| 1106 |                | PP  | Súľovský hrádok | 16,28        |                                                 |             |                                  |
| 1178 | Šarkania diera | PP  | Šarkania diera  | —            | Kategorie „Šarkania diera“ na Wikimedia Commons |             | 49°10′53″ s. š., 18°36′22″ v. d. |